# Maxim (kulomet, 1883)
Kulomet Maxim je kulomet, který v roce 1883 sestrojil americko-britský konstruktér a vynálezce Hiram Stevens Maxim. Tato palná zbraň využívala k vratnému pohybu hlavně, k nabíjení, vyhazování prázdných nábojnic a podávání nových nábojů zpětný ráz. V roce 1885 Maxim svůj kulomet zdokonalil a k jeho pohonu využil zákluzu hlavně. Vznikla tak první rychlopalná zbraň s plně automatickým mechanismem, která se stala téměř symbolem britských koloniálních válek. Šlo o první, plně automatickou palnou zbraň, vyráběnou firmou Vickers.

## Historie
Svůj prototyp předvedl vynálezce pozvaným hostům v říjnu 1884.
V roce 1887 britská armáda objednala první sériové kulomety Maxim. V roce 1898 se kulomet proslavil v bitvě proti přesile súdánských mahdistů u Omdurmanu, kde nejen zabíjel, ale předvedl také svůj nesmírný psychologický účinek na nepřítele.

## Varianty a odvozené typy

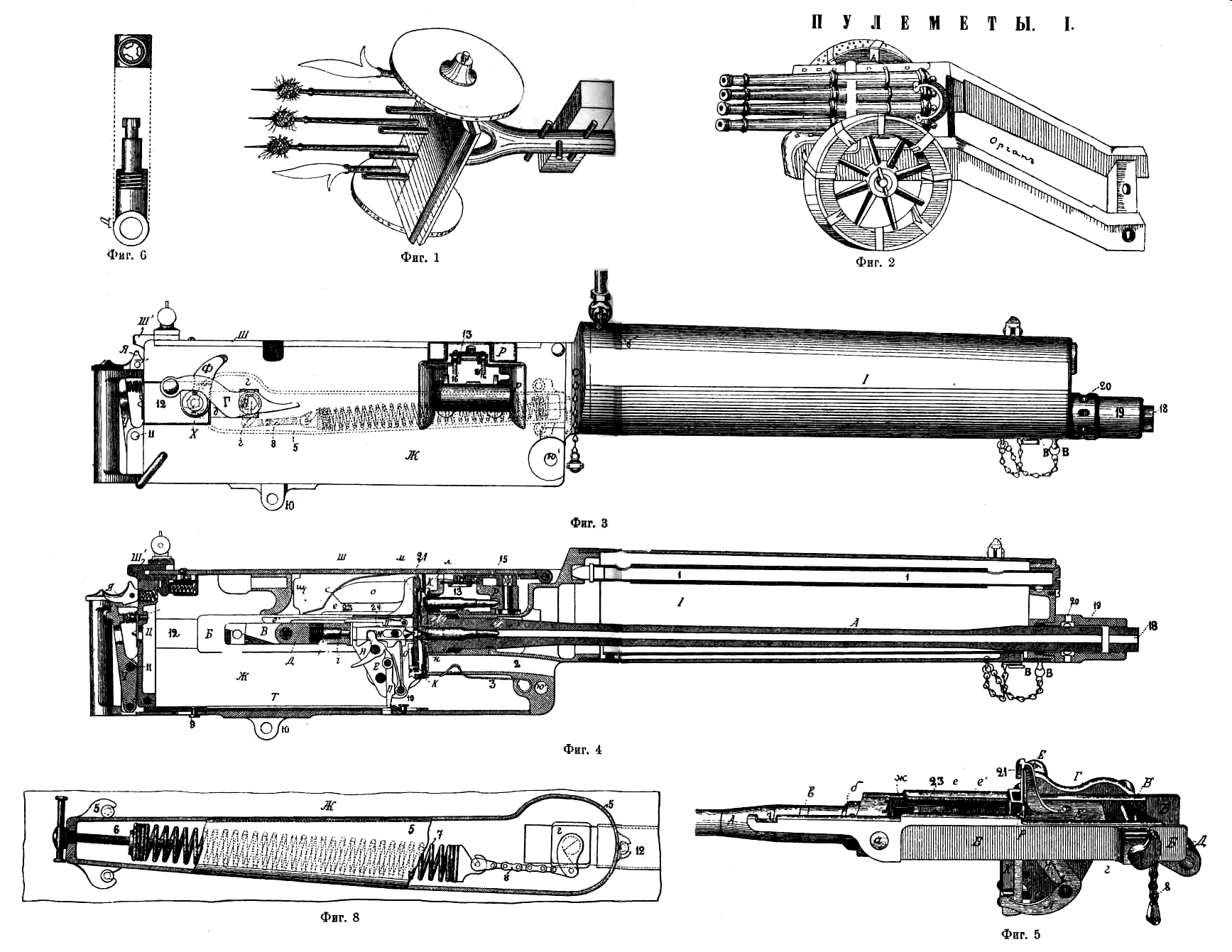
Nákres v knize Brockhaus-Efron

- Vickers: rané kulomety Maxim byly komorované pro tehdejší britské služební náboje, ale Vickers se vyráběl na export, a byl tedy komorován pro náboje různých kalibrů používaných v zemích celého světa včetně velkorážních .50 inch (12,7 mm), které na svých válečných lodích používalo Britské královské námořnictvo.
- Maschinengewehr 01 (MG 01), vyráběný Německou zbrojovkou (Deutsche Waffen- und Munitionsfabriken, DWM) od roku 1901, předchůdce MG 08
- MG 08 (Maschinengewehr 08), vyráběný od roku 1908, a jeho varianty
- MG 11 (Maschinengewehr Modell 1911), vyráběný švýcarskou zbrojovkou Waffenfabrik Bern
- ruský kulomet Maxim 1910 a jeho lehčí varianty Maxim–Tokarev a protiletadlový PV-1
- čínský těžký kulomet Typ 24
- finský Maxim M09/21 a M32/33
- americký M1904